# Byers (Teksas)
Byers – miasto w Stanach Zjednoczonych, w stanie Teksas, w hrabstwie Clay.